# أريتز لوبيز غاراي
أريتز لوبيز غاراي (بالإسبانية: Aritz López Garai) (ولد في 6 نوفمبر 1980) هو لاعب كرة قدم إسباني كان يلعب كوسط ميدان وحاليا هو مدرب نادي ريوس ديبورتيو.

## روابط خارجية
- أريتز لوبيز غاراي على موقع قاعدة بيانات كرة القدم.إي يو (الإنجليزية)
- أريتز لوبيز غاراي على موقع Soccerway.com (الإنجليزية)
- أريتز لوبيز غاراي على موقع AS.com (الإسبانية)